# Rush (película de 1991)
Rush (Hasta el límite en España y Rush: un viaje al infierno en Hispanoamérica) es una película policíaca de 1991 dirigida por Lili Fini Zanuck y protagonizada por Jason Patric, Jennifer Jason Leigh y Sam Elliott.
Es una adaptación de una novela de Kim Wozencraft hecha en un tiempo, donde los Estados Unidos intentaban desesperadamente reinventarse a sí mismos tras las conmociones de Vietnam y el Watergate. También significó el debut en la dirección de la productora Lili Fini Zanuck.

## Argumento
Kristen Cates es una oficial de policía novata. Ella es reclutada junto con su compañero Jim Raynor, un agente secreto de Texas, para infiltrase en el círculo del traficante de droga más importante de los años setenta, Will Gaines. Como parte de la mascarada, Jim deberá tomar drogas para no levantar sospechas. De esa manera se convierte en un adicto. Aunque su peligrosa práctica no es aceptable por el departamento de policía, sus superiores están obsesionados en coger a Gaines porqué él corrompió a la hija de un destacado ciudadano local. También Kristen Cates se vuelve drogadicta. Desde entonces su caso hace escasos progresos. Adicionalmente las cosas van a complicarse cuando son presionados por altas esferas para crear falsas pruebas sobre su investigación.

## Reparto
| Actor                | Personaje     |
| -------------------- | ------------- |
| Jason Patric         | Jim Raynor    |
| Jennifer Jason Leigh | Kristen Cates |
| Sam Elliott          | Dodd          |
| Max Perlich          | Walker        |
| Gregg Allman         | Gaines        |
| Tony Frank           | Nettle        |
| William Sadler       | Monroe        |

## Recepción
Hoy en día la película ha sido valorada en portales cinematográficos y por los críticos profesionales. En IMDb, con aproximadamente 9600 votos registrados, el filme obtiene una media ponderada de 6,7 sobre 10. En cuanto a Rotten Tomatoes, los más de 5000 votos registrados en ese portal le dieron allí una valoración media de 3,8 de 5, mientras que los 28 críticos profesionales registrados allí le dan una valoración media de 6,2 de 10. También en Metacritic ha sido valorada por críticos profesionales. Allí obtiene una valoración profesional de 66 sobre 100 computando 20 críticas, lo que implica "opiniones generalmente favorables" en ese portal web.